# Anii 850
Secole: Secolul al VIII-lea - Secolul al IX-lea - Secolul al X-lea
Decenii: Anii 800 Anii 810 Anii 820 Anii 830 Anii 840 - Anii 850 - Anii 860 Anii 870 Anii 880 Anii 890 Anii 900
Ani: 850 | 851 | 852 | 853 | 854 | 855 | 856 | 857 | 858 | 859